# 비동기 회로
비동기 회로(asynchronous circuit)는 클럭 회로에 의해 운영되지 않고 명령어나 연산이 종료되었다는 신호를 기다리는 방식의 디지털 회로이다. 이러한 신호들은 단순한 데이터 전송 프로토콜에 의해 규정화된다. 이 디지털 회로는 클럭의 타이밍 신호에 따라 동작을 하는 동기 회로와 대조적이다.

## 같이 보기
- 동기 회로
- 순차 회로 (asynchronous)